# Naruto Shippūden: Ultimate Ninja Storm Revolution
Naruto Shippūden: Ultimate Ninja Storm Revolution, conocido en Japón como Naruto Shippūden: Narutimate Storm Revolution (ＮＡＲＵＴＯ－ナルト－ 疾風伝 ナルティメットストーム レボリューション?), es un videojuego de lucha desarrollado por CyberConnect2 y publicado por Bandai Namco Games como parte de la serie de videojuegos Naruto: Ultimate Ninja, basado en el manga Naruto de Masashi Kishimoto. Es una secuela del juego Naruto Shippūden: Ultimate Ninja Storm 3, lanzado en 2013. El juego fue lanzado en septiembre de 2014 en Japón, Norteamérica y Europa.
El juego cuenta con un sistema renovado de lucha e incluye nuevas maneras de formar los equipos en función de sus habilidades, así como los contraataques y las pausas de guardia. Masashi Kishimoto trabajó en el juego, proporcionando el nuevo personaje Mecha Naruto, así como nuevos diseños para los personajes que pertenecen a la organización Akatsuki cuya historias se les está diciendo en este juego. El juego también incluye un modo de torneo en el que el jugador puede luchar contra tres luchadores de CPU al mismo tiempo. Los jugadores también pueden personalizar personajes.

## Jugabilidad
El juego introdujo 100 personajes, y 14 personajes únicamente de apoyo. En el primero, el jugador rompe la guardia del oponente y se queda inconsciente. Esto le da al jugador la oportunidad de soltar un ataque mortal de infligir daños graves. Sin embargo, hay un límite en el número de veces que se puede utilizar. En lo que respecta a un contraataque, si un oponente está a punto de aterrizar un ataque contra el jugador, los jugadores pueden eliminarlos inconsciente, dejándolos indefensos y sellar su apoyo. El tiempo es la clave aquí y un contragolpe es una acción chakra que consumen. El juego también cuenta con un sistema de apoyo renovado. Existen tres tipos de equipos. El tipo de unidad bloquea la batalla con una barrera de sellado que siempre activa la capacidad de soporte de unidad. Las Unidades de Apoyo llaman a otros miembros del equipo a los ataques de la cadena con el carácter o bloque para él en función del tipo de soporte de la célula de tres hombres que ofrece el jugador principal. El tipo Ultimate Jutsu es un equipo que puede hacer un super ataque con graves daños, que depende del equipo que el jugador utilice. El tipo de equipo Despertar puede utilizar un despertar al inicio de la batalla usando el stick analógico derecho.
El juego cuenta con 118 personajes jugables, con nuevos personajes se añaden además de devolver queridos. Creador de la serie Masashi Kishimoto estaba involucrado en el juego para diseñar un personaje original: una versión del robot de Naruto llamado Mecha-Naruto que tiene un despertar de dos etapas: una transformación de las tres colas y una transformación Mecha-Kurama. Jugar un papel en el modo Torneo para cuatro jugadores de reciente introducción, Mecha-Naruto aparece en un episodio de dos partes de la Naruto Shippuden serie que se emitió en el día de lanzamiento del juego en Japón. Además del nuevo personaje, Kishimoto también diseñó nuevos trajes para Sasori, Deidara, Hidan, Kakuzu, y Orochimaru, así como el diseño de una técnica utilizada por uno de los nuevos personajes del juego, Shisui Uchiha.
Además de seguir la serie canon hasta que el último episodio de dibujos animados, el juego cuenta con nuevas historias de lado. Estos incluyen historias sobre Akatsuki, Shisui Uchiha y Kushina Uzumaki. Después de trabajar para crear nuevas animaciones para Naruto Shippuden: Ultimate Ninja Storm Generations, el desarrollador de la serie de anime Naruto, Studio Pierrot fue una vez más involucrado para animar 50 minutos pena de animación para los nuevos relatos secundarios.

## Personajes Utilizables
Aquí se presentan los personajes que se pueden utilizar:

### Konohagakure
- Naruto Uzumaki (Modo Sabio, Armadura, Modo Control de Chakra de Kurama, traje Jinchuriki Blanco, traje de Sasuke, traje de Samurai, traje de Escuela, Kimono, traje normal, traje Elegante, Niño y Niño:Pijama).
- Sasuke Uchiha (Mangekyō Sharingan Eterno, Susanoo, traje de Naruto, Despertar del Sello Maldito, Kimono, traje de Escuela, traje de Samurai, traje normal, Niño, Niño:Traje Usado Examen Chunnin, Akatsuki:Taka y traje Elegante).
- Sakura Haruno (Traje usado en la Cuarta Guerra Mundial Shinobi, traje de escuela, traje normal, traje de Samurai, traje de Verano y Niña).
- Kakashi Hatake (Traje usado en la Cuarta Guerra Mundial Shinobi, Joven, traje ANBU, traje de Escuela, traje sin chaleco, traje normal y Niño) .
- Tsunade Senju (Era Sannin y traje normal)
- Asuma Sarutobi (Invocación: Resurrección del Mundo Impuro y Vivo)
- Shikamaru Nara (Traje usado en la Cuarta Guerra Mundial Shinobi, traje normal, Niño, Niño:traje de Chūnin y traje Elegante)
- Ino Yamanaka (Traje usado en la Cuarta Guerra Mundial Shinobi, traje normal, traje de Verano, traje de Escuela y Niña).
- Choji Akimichi (Traje usado en la Cuarta Guerra Mundial Shinobi, traje normal y Niño).
- Kiba Inuzuka (Traje usado en la Cuarta Guerra Mundial Shinobi, traje normal y Niño).
- Shino Aburame (Traje usado en la Cuarta Guerra Mundial Shinobi, traje normal y Niño).
- Hinata Hyūga (Traje usado en la Cuarta Guerra Mundial Shinobi, traje de Verano, traje normal, traje de Escuela y Niña).
- Rock Lee (Traje usado en la Cuarta Guerra Mundial Shinobi, traje normal y Niño).
- Tenten (Traje usado en la Cuarta Guerra Mundial Shinobi, traje de Verano, traje normal y Niña).
- Neji Hyūga (Traje usado en la Cuarta Guerra Mundial Shinobi, traje normal y Niño).
- Sai (Traje usado en la Cuarta Guerra Mundial Shinobi, traje normal y traje Elegante).
- Iruka Umino
- Might Guy (Traje usado en la Cuarta Guerra Mundial Shinobi y traje normal)
- Yamato (Traje ANBU y traje normal)
- Konohamaru Sarutobi
- Minato Namikaze (Traje Jōnin, traje de Hokage, Invocación: Resurrección del Mundo Impuro y traje Elegante)
- Kushina Uzumaki (Traje Road to Ninja y traje normal)
- Hashirama Senju (Invocación: Resurrección del Mundo Impuro:Modo Sabio, traje de Hokage y Vivo)
- Danzō Shimura (Gorro de Hokage y traje normal)
- Hiruzen Sarutobi (Invocación: Resurrección del Mundo Impuro, traje de Hokage y Vivo)
- Tobirama Senju (Invocación: Resurrección del Mundo Impuro y Vivo)
- Shisui Uchiha
- Madara Uchiha (Invocación: Resurrección del Mundo Impuro Completa, Túnica Negra, Invocación: Resurrección del Mundo Impuro y antes de muerte)
- Jiraiya (Era Sannin y traje normal)

### Sunagakure
- Gaara (Cuarta Guerra Mundial Shinobi, Joven:Segundo traje, Gorro de Kazekage,Traje Jinchuriki Blanco, traje normal)
- Kankurō (Cuarta Guerra Mundial Shinobi,Joven, Cumbre de los Kages, traje normal, Niño y Niño:Segundo traje)
- Temari (Cuarta Guerra Mundial Shinobi, Joven, Cumbre de los Kages, traje normal, Niña y Niña:Segundo traje)

### Kumogakure
- A (traje normal)
- Tercer Raikage (Invocación: Resurrección del Mundo Impuro y Vivo)
- Killer Bee (Con samehada y traje normal)

### Iwagakure
- Ōnoki (traje normal)
- Roshi (vivo)

### Kirigakure
- Mei Terumī traje normal)
- Zabuza (Invocación: Resurrección del Mundo Impuro, Vivo y traje de Jonin)
- Haku (Invocación: Resurrección del Mundo Impuro, Máscara de ANBU y Vivo )
- Yagura (Edo Tensei y vivo)

### Amegakure
- Hanzō (Edo Tensei y vivo)

### Takigakure
- Fū (Edo Tensei:Seis Caminos del Dolor, Traje Jinchuriki Blanco y viva)

### País del Hierro
- Mifune (modo sennin , el demonio hauche ,Jipi logística)

### Otogakure
- Kimimaru( traje pizzini , traje de pizanti , demonio hauche)

### Akatsuki
- Obito Uchiha (Tobi con traje de Akatsuki, Niño, Misterioso Hombre Enmascarado, Traje usado en la Cuarta Guerra Mundial Shinobi, traje usado en la Cuarta Guerra Mundial Shinobi sin Máscara).
- Nagato (Invocación: Resurrección del Mundo Impuro y primer traje de Akatsuki)
- Pain (Seis Caminos del Dolor y primer traje de Akatsuki)
- Konan (Primer traje de Akatsuki)
- Sasori (Invocación: Resurrección del Mundo Impuro y traje de Akatsuki).
- Itachi Uchiha (Traje ANBU, traje de Akatsuki, Susanoo,Invocación: Resurrección del Mundo Impuro y sin traje de Akatsuki).
- Kisame Hoshigaki
- Deidara (Invocación: Resurrección del Mundo Impuro, traje de Akatsuki y traje antes de unirse a Akatsuki)
- Kakuzu (Invocación: Resurrección del Mundo Impuro y traje antes de unirse a Akatsuki)
- Hidan (Traje antes de unirse a Akatsuki)

Solo apoyo:
- C
- Kurenai Yūhi
- Shizune
- Tayuya
- Anko Mitarashi

## Escenarios (jugables)
- Villa oculta de la Hoja
- Villa oculta de la Hoja (destruida)
- Villa oculta de la Hoja (Reconstrucción)
- Campo de entrenamiento (día)
- Bosque de la hoja (día)
- Villa oculta de Arena
- Puerta de la Arena
- Bosque mov. silencioso (día)
- Bosque mov. silencioso (tarde)
- Bosque mov. silencioso (noche)
- Bosque árboles muertos
- Barranco sello 5 elementos.
- Bosque de la Muerte
- Llanura de hierba (día)
- Guarida de los Uchiha
- Guarida de Orochimaru
- Guarida de Orochimaru (destruida)
- Puente Samurai (encima)
- Villa oculta Lluvia (arriba)
- Villa oculta Lluvia (abajo)
- Monte Myōboku
- El gran puente de Naruto
- Fase prel. Examen Chūnin
- Fase final Examen Chūnin
- Atayala
- Valle del Fin (soleado)
- Valle del Fin (lluvioso)
- Lugar devastación planetaria
- Lugar reunión de los 5 Kages
- Cementerio de la montaña
- Torneo Mundial Ninja
- Templo de la Piedra
- Gruta de la serpiente escondida
- Cascada de la verdad (día)
- Gran campo nevado de hierro
- Valle de nubes y relámpagos
- Desierto del rayo
- Costa de olas rompientes
- Ruinas de la Bestia con colas
- Campo de batalla de Gran Guerra Ninja

## Argumento
La primera de las tres historias animadas originales, "Creación de Akatsuki", revela los orígenes de los miembros del grupo. Después de los acontecimientos que conducen a la muerte de Yahiko, Obito aparece en su disfraz como Tobi, Pain y Konan después de que el ex Hanzo muere se hacen con el control de la Villa Oculta de la Lluvia. Obito le dice que reconstruyan las filas de Akatsuki con diez miembros como él instruyendolos Pain y Zetsu reclutan a Kakuzu mientras Konan recluta a Sasori. En ese momento, Obito recluta personalmente a Itachi y Kisame. Más tarde, Orochimaru consigue atraer la atención de los Akatsuki para que este se una a sus filas para sus propios fines. Después de la contratación de Deidara por Itachi y Hidan por Kakuzu y Orochimaru, las filas de Akatsuki están completos mientras comienzan su misión para encontrar y capturar a las bestias con colas. La segunda historia habla de Shisui Uchiha en el momento de su muerte. Comienza con Shisui e Itachi combatiendo entre ellos. Más tarde empiezan a hablar del golpe de Estado de los Uchiha. Mientras que la tercera, "El Lejano alcances de la Esperanza", representa a Kushina Uzumaki a interactuar con un joven Obito y el resto del equipo de Minato.

## Desarrollo y entrega
Para este juego, el equipo de desarrollo pidió ayuda a un experto en los juegos de lucha para crear un nuevo sistema de batalla. Por esto querían tener más movimientos que requerían más insumos. Debido a que hay más de un centenar de personajes, había un montón de pruebas y ajustes para encontrar el mejor resultado en hacer el juego. El equipo decidió centrarse en el sistema de lucha en los hack and slash segmentos introducidos en los juegos anteriores.  Las ideas para Mecha Naruto comenzaron cuando el personal tenía la discusión sobre la inclusión de un nuevo modo. Masashi Kishimoto era el hombre responsable de Mecha Naruto al ser sugerida por el personal a fin de incluir un nuevo personaje. Kishimoto decidió la adición de un personaje que traería un gran impacto a nivel mundial, que dio lugar a Mecha Naruto. Hiroshi Matsuyama, CEO de CyberConnect, se sorprendió al ver el nuevo personaje.
Kishimoto tuvo también mostró los diseños del personal que creó para algunos miembros de Akatsuki, que fueron llevados al personal a verlo como una oportunidad perfecta para usar en el juego anterior. Fue entonces cuando entraron en contacto Studio Pierrot, a cargo de la versión animada de la serie y que se les propuso la posibilidad de mostrar una nueva historia que involucrara a estos miembros de Akatsuki que satisficiera a los fanes de la serie. A pesar de que el juego es un spin-off de la anterior entrega, los personajes y la historia han sido supervisadas por Kishimoto. Matsuyama comentó definitiva del nuevo escenario podría ser dramón para algunos jugadores.
El juego fue lanzado en Japón, Norteamérica y Europa en septiembre de 2014. En Europa, el juego fue enviado en dos ediciones especiales junto a la versión estándar. El "Rivales" día una edición incluye dos trajes exclusivos que no se venderán por separado en una fecha posterior. Naruto se viste como Sasuke, mientras Sasuke se viste como Naruto. El "Samurai Edition" incluye un 17 cm Naruto Samurai estatuilla (Producido exclusivamente para el juego) y una caja de metal. El juego también incluye el OVA Naruto Shippūden Sunny Side Battle!!!. Matsuyama espera que el juego venda más de 1.5 millones de copias en todo el mundo.

## Recepción
El juego ha recibido una recepción crítica positiva en Japón, con Famitsu que le dio una puntuación de 35 de 40 en ambas versiones de PlayStation 3 y Xbox 360. En el mercado occidental, el juego recibió diversas críticas positivas de los críticos. La agregación de reseñas de los sitios web GameRankings y Metacritic dieron a la versión de PlayStation 3 72.20% y 75/100, respectivamente.